# Episodi di SpongeBob (seconda stagione)
La seconda stagione di SpongeBob è stata trasmessa negli USA dal 20 ottobre 2000 al 6 settembre 2002 e consiste in 20 episodi, a loro volta suddivisi in 2 mini-episodi, della durata di circa 10 minuti. In Italia è stata trasmessa in prima visione assoluta su Italia 1 dal 25 ottobre 2004 al 20 dicembre 2004.
| nº | nº | Titolo originale                 | Titolo italiano              | Prima TV USA      | Prima TV Italia  |
| -- | -- | -------------------------------- | ---------------------------- | ----------------- | ---------------- |
| 21 | 1  | Your Shoe's Untied               | Nodi e stringhe              | 17 febbraio 2001  | 25 ottobre 2004  |
| 21 | 1  | Squid's Day Off                  | Il giorno libero di Squiddi  | 17 febbraio 2001  | 26 ottobre 2004  |
| 22 | 2  | Something Smells                 | Alito puzzolente             | 20 ottobre 2000   | 27 ottobre 2004  |
| 22 | 2  | Bossy Boots                      | Perla al lavoro              | 20 ottobre 2000   | 28 ottobre 2004  |
| 23 | 3  | Big Pink Loser                   | Un trofeo per Patrick        | 3 febbraio 2001   | 29 ottobre 2004  |
| 23 | 3  | Bubble Buddy                     | Amico bolla                  | 3 febbraio 2001   | 1º novembre 2004 |
| 24 | 4  | Dying for Pie                    | Un regalo esplosivo          | 27 gennaio 2001   | 2 novembre 2004  |
| 24 | 4  | Imitation Krabs                  | L'imitabile Kreb             | 27 gennaio 2001   | 3 novembre 2004  |
| 25 | 5  | Wormy                            | Attenti al mostro!           | 24 febbraio 2001  | 4 novembre 2004  |
| 25 | 5  | Patty Hype                       | Colori e sapori              | 24 febbraio 2001  | 5 novembre 2004  |
| 26 | 6  | Grandma's Kisses                 | I baci della nonna           | 28 aprile 2001    | 12 novembre 2004 |
| 26 | 6  | Squidville                       | Un paradiso per Squiddi      | 28 aprile 2001    | 15 novembre 2004 |
| 27 | 7  | Pre-Hibernation Week             | Il pre-letargo!              | 5 maggio 2001     | 10 novembre 2004 |
| 27 | 7  | Life of Crime                    | Vita da criminali            | 5 maggio 2001     | 11 novembre 2004 |
| 28 | 8  | Christmas Who?                   | Natale negli abissi          | 7 dicembre 2000   | 8 novembre 2004  |
| 28 | 8  | Christmas Who?                   | Natale negli abissi          | 7 dicembre 2000   | 9 novembre 2004  |
| 29 | 9  | Survival of the Idiots           | Attenti alla belva           | 17 marzo 2001     | 16 novembre 2004 |
| 29 | 9  | Dumped                           | Mollato!                     | 11 maggio 2001    | 17 novembre 2004 |
| 30 | 10 | No Free Rides                    | A un passo dalla patente     | 14 aprile 2001    | 18 novembre 2004 |
| 30 | 10 | I'm Your Biggest Fanatic         | Un ammiratore sfegatato      | 14 aprile 2001    | 19 novembre 2004 |
| 31 | 11 | Mermaid Man and Barnacle Boy III | Sostituti dei supereroi      | 14 settembre 2001 | 22 novembre 2004 |
| 31 | 11 | Squirrel Jokes                   | Battute infelici             | 14 settembre 2001 | 23 novembre 2004 |
| 32 | 12 | Pressure                         | Sfida di terra e di mare     | 12 maggio 2001    | 24 novembre 2004 |
| 32 | 12 | The Smoking Peanut               | Il caso dell'ostrica gigante | 12 maggio 2001    | 25 novembre 2004 |
| 33 | 13 | Shanghaied                       | Schiavi                      | 9 marzo 2001      | 26 novembre 2004 |
| 33 | 13 | Gary Takes a Bath                | Gary si fa un bagno          | 26 luglio 2003    | 29 novembre 2004 |
| 34 | 14 | Welcome to the Chum Bucket       | Benvenuto al Chum Bucket     | 21 gennaio 2002   | 30 novembre 2004 |
| 34 | 14 | Frankendoodle                    | Un disegno mostruoso         | 21 gennaio 2002   | 1º dicembre 2004 |
| 35 | 15 | The Secret Box                   | La scatola segreta           | 7 settembre 2001  | 2 dicembre 2004  |
| 35 | 15 | Band Geeks                       | La banda                     | 7 settembre 2001  | 3 dicembre 2004  |
| 36 | 16 | The Graveyard Shift              | Il turno del terrore         | 6 settembre 2002  | 6 dicembre 2004  |
| 36 | 16 | Krusty Love                      | Il granchio innamorato       | 6 settembre 2002  | 7 dicembre 2004  |
| 37 | 17 | Procrastination                  | Mai prendere tempo           | 19 ottobre 2001   | 9 dicembre 2004  |
| 37 | 17 | I'm with Stupid                  | Tontolone per finta          | 19 ottobre 2001   | 10 dicembre 2004 |
| 38 | 18 | Sailor Mouth                     | Una brutta parola            | 21 settembre 2001 | 13 dicembre 2004 |
| 38 | 18 | Artist Unknown                   | Artista sconosciuto          | 21 settembre 2001 | 14 dicembre 2004 |
| 39 | 19 | Jellyfish Hunter                 | Cacciatori di meduse         | 28 settembre 2001 | 15 dicembre 2004 |
| 39 | 19 | The Fry Cook Games               | I giochi gastronomici        | 28 settembre 2001 | 16 dicembre 2004 |
| 40 | 20 | Squid on Strike                  | Sciopero!                    | 12 ottobre 2001   | 17 dicembre 2004 |
| 40 | 20 | Sandy, SpongeBob, and the Worm   | Alle prese con il verme!     | 12 ottobre 2001   | 20 dicembre 2004 |

## Nodi e stringhe
Patrick vuole sapere da SpongeBob come si allacciano le scarpe, ma la spugna, quando cerca di fare all'amico una dimostrazione, non si ricorda più la regola. Così SpongeBob è costretto a tenersi i lacci delle scarpe sciolte, cosa che non vuole far vedere a Patrick per non fare una brutta figura. Alla fine, quando combina al Krusty Krab molti disastri inciampando sui lacci sciolti, inizia a chiedere a tutti come si fanno le stringhe, persino all'Olandese Volante, ma nessuno indossa le scarpe e quindi nessuno è in grado di aiutarlo. Sarà fortunatamente Gary a riallacciare le scarpe a SpongeBob insegnandogli tramite una canzone che fare i nodi e le stringhe non è affatto difficile.

## Il giorno libero di Squiddi
È una giornata di primavera e SpongeBob e Squiddi devono lavorare al Krusty Krab nonostante non ci siano clienti. In quel frangente Squiddi fa accidentalmente cadere delle monetine e così Mr. Krabs le recupera per lavarle. Nel far ciò il vecchio crostaceo si procura un bernoccolo venendo così trasportato in ospedale. Squiddi decide quindi di approfittarsi di SpongeBob, affidandogli la gestione del locale e facendogli indossare ben due berretti da lavoro, mentre lui si gode una giornata di relax e libertà. Tuttavia non ci riesce, poiché è preoccupato che SpongeBob possa combinare qualcosa da un momento all'altro; in realtà tutte le volte che Squiddi si reca correndo al Krusty Krab, trova il suo collega alla cassa e tutto è normale. Alle fine Squiddi scopre che non ci sarebbero potuti essere problemi, poiché il locale è sempre rimasto chiuso. L'episodio finisce con SpongeBob che riapre il ristorante e con Squiddi che, all'idea di non essersi rilassato per niente, si sgonfia letteralmente.

## Alito puzzolente
Per colazione, SpongeBob decide di prepararsi uno strano miscuglio che gli renderà l'alito puzzolente. In città tutti gli abitanti scappano da SpongeBob e lui non capisce come mai. In quel frangente arriva Patrick, il quale spiega che potrebbe darsi che SpongeBob sia "brutto", cosa che farà deprimere ancora di più la spugna. Per far stare meglio SpongeBob, Patrick decide di metterlo in mostra davanti a tutti al cinema; in seguito anche la stella mangerà la "colazione" di Spongebob, diventando a sua volta brutto. Alla fine SpongeBob e Patrick capiranno che non sono brutti: hanno solo l'alito che puzza.

## Perla al lavoro
Al Krusty Krab arriva Perla, la figlia di Mr. Krab, la quale, aiutata da SpongeBob e con la disapprovazione totale di Squiddi, dà un totale rinnovo all'ambiente del Krusty Krab, trasformandolo nel "Cuddly Krab", un "paradiso della gioventù". Il restyling ha successo, ma la balena rimuove dal menù i Krabby Patty, mettendo in vendita solo tè e insalate. Il padre è scontento di ciò, ma non ha il coraggio di dirglielo di persona. Quindi assolda SpongeBob a licenziarla al suo posto, e la cosa fa prendere un colpo all'anziano granchio, che pensa anche all'inutilità delle spese compiute, quindi tutti i tocchi personali del "Cuddly Krab" vengono relegati a SpongeBob.

## Un trofeo per Patrick
Patrick vorrebbe vincere un trofeo come tutti quelli vinti dal suo amico SpongeBob. Dopo infruttuosi tentativi al Krusty Krab, finiti tuttavia con la stella che riesce ad aprire un barattolo, Patrick decide, per ricevere un premio, di copiare SpongeBob comportandosi e vestendosi tale e quale a lui. La spugna, frustrata, decide di imitare Patrick a sua volta, ma Patrick non vuole tornare quello di prima. A fine episodio, Patrick riceve tuttavia un premio come "miglior fannullone degli abissi".

## Amico Bolla
SpongeBob vuole giocare con qualche amico, ma nessuno può. Annoiandosi, decide di creare l'Amico Bolla, un uomo fatto di iridescente sapone che finirà per infastidire tutti a Bikini Bottom. Alla fine la bolla, quando Squiddi sta per scoppiarla con un ago, si anima e se ne va via, con grande stupore di Squiddi.

## Un regalo esplosivo
È la giornata della "dimostrazione di fratellanza fra colleghi" indetta da Mr. Krab: Squiddi deve fare perciò un regalo a SpongeBob. Fuori dal Krusty Krab, il burbero polpo incontra una ciurma di pirati che utilizzano torte come bombe. Squiddi ne compra una da regalare a SpongeBob, ma si rivela contenere un potente ordigno che "colpirebbe la spugna nel basso intestino" e, quindi, la ucciderebbe. Prima che lui possa rimediare all'errore, la spugna ha già mangiato la torta regalata dal suo amico. Squiddi, dilaniato dai sensi di colpa, decide di assecondare le richieste della spugna per rendere le sue ultime ore piacevoli. L'ultima cosa che SpongeBob vuole fare nella giornata è guardare il tramonto. Squiddi, pur di non vederlo esplodere, costruisce un muro che divide lui e SpongeBob. Quando sembra che SpongeBob sia esploso, in verità erano soltanto bolle di sapone esplosive. Dopo aver ammesso la gravità della situazione, scopre che SpongeBob non ha infatti mangiato la torta, ma l'ha conservata per mangiarla con Squiddi. La spugna però inciampa su un sasso, causando l'esplosione della torta su Squiddi e sull'intera città.

## L'imitabile Kreb
Plankton, per risalire alla ricetta dei Krabby Patty, utilizza dei travestimenti. Si fa passare per Mr. Krab avvicinando SpongeBob, nella speranza di scoprire la ricetta segreta. Quando però il vero Mr. Krab si presenta, SpongeBob ha le idee confuse e, dopo un quiz a tutti e due, manda fuori dal locale il Mr. Krab sbagliato. Grazie a SpongeBob, il finto Krab viene autodistrutto al suo arrivo al Chum Bucket. Subito dopo SpongeBob si rende conto del suo errore e salva Krab da una mano affamata, scusandosi altresì con lui per averlo scambiato per un impostore.

## Attenti al mostro!
SpongeBob e Patrick vengono incaricati da Sandy di badare al suo bruco. I due hanno una magnifica giornata con il bruco, fino a quando non si schiude diventando una farfalla, che agli occhi di Spongebob e gli altri appare come una creatura mostruosa, che presto seminerà il terrore a Bikini Bottom, almeno finché Sandy non lo riporterà a casa inglobandolo in un barattolo.

## Colori e sapori
Essendo un periodo senza clienti al Krusty Krab, SpongeBob inventa i Krabby Patty colorati, che vengono giudicati male da Mr. Krab e da Squiddi; SpongeBob assieme a Patrick, che fa il saputello, apre un banco tutto suo. Dopo che l'idea della spugna ha successo, l'avido granchio fa un patto con SpongeBob: la spugna cederà il suo banco a Mr. Krab, in cambio della chiave del Krusty Krab. Dopo che i clienti del banco subiscono effetti collaterali a causa degli hamburger colorati, se la prendono con Mr. Krab, che cerca di rifugiarsi nel suo locale, ma si dimentica di aver ceduto la chiave a SpongeBob. Distratto dal suono dei cetriolini sottaceto, SpongeBob non sente le urla del granchio che lo implora di farlo entrare nel Krusty Krab.

## I baci della nonna
SpongeBob è da sua nonna, e quando va al lavoro al Krusty Krab, la vecchina lo accompagna e gli dà un bacetto sulla fronte. Squiddi e i clienti deridono SpongeBob, che per questo motivo, aiutato da Patrick, decide di dimostrare di non essere più un bambino. Patrick, contraddicendosi completamente, riceve tutti gli agi dell'essere un bambino. Non potendo più reggere la farsa, SpongeBob scoppia in un violento pianto che allaga la casa della nonnina, la quale dirà a SpongeBob che non si è mai troppo grandi per ricevere affetto. I due si abbracciano ignari delle risate irrisorie di Squiddi e dei clienti.

## Un paradiso per Squiddi
Dopo che SpongeBob e Patrick gli distruggono la casa con i loro aspirapolveri, Squiddi dice di "essere arrivato all'ultima goccia", e di desiderare di trasferirsi altrove. Ed ecco che il luogo ideale gli si presenta davanti: il "Villaggio Tentacolo", un luogo dove gli abitanti si assomigliano come gocce d'acqua e assomigliano a Squiddi in tutto e per tutto, compresi gli interessi. Squiddi, inutile dirlo, corre subito ad abitarci, ma a lungo andare si stufa di quella vita e si attira l'odio degli altri abitanti cominciando a comportarsi come SpongeBob e Patrick, che nel frattempo lo stanno cercando.

## Il pre-letargo!
Sandy è nella settimana pre-letargo e decide di trascorrere i suoi giorni di attività trascinando SpongeBob in una serie di sport estremi che a poco a poco diventano sempre più pericolosi (da una discesa giù per una collina sabbiosa a una pedalata in una zona industriale piena di liquami). SpongeBob, non potendo più reggerli, fugge e si nasconde sotto la roccia di Patrick. Sandy trova i suoi vestiti, lasciati accidentalmente indietro durante la fuga, e, temendo che possa essere successo qualcosa al suo amico, coinvolge nella ricerca tutta la città. Gli abitanti, stremati dalle ricerche non-stop, si nascondono infine sotto la roccia di Patrick, e a questo punto Sandy comincia a cercarlo sempre più disperatamente e freneticamente, addirittura buttando giù palazzi. I cittadini trovano SpongeBob sotto la roccia di Patrick, ed essendo la causa provocatoria di Sandy, lo tirano fuori dalla roccia, e lì SpongeBob raccoglie coraggio per rivelare a Sandy come si sente con quegli sport estremi, ma è già addormentata per il letargo; in seguito, anche SpongeBob si addormenta, e a conclusione dell'episodio Patrick torna a casa e trova gli abitanti nascosti sotto la sua roccia. 

## Vita da criminali
SpongeBob e Patrick fanno notare a Mr. Krab una serie di oggetti estranei alla proprietà del Krusty Krab, e il granchio dice che li ha "presi in prestito" (in verità li ha rubati). I due vanno al parco, ma, non avendo soldi, prendono in prestito un palloncino rosso. Il palloncino scoppia praticamente subito, e i due, non potendo restituirlo, si sentono due criminali e fuggono da Bikini Bottom. Tutto va bene finché mangiano due barrette al cioccolato, e Patrick, non ricordando di averla già mangiata, accusa SpongeBob di avergliela rubata. I due vanno dalla polizia a farsi la spia a vicenda, ma dicono alla fine che hanno "rubato" il palloncino. I due poliziotti rivelano che era la giornata del palloncino gratis e li lasciano andare con due lecca lecca, e riaccade la stessa cosa successa con le due barrette.

## Natale negli abissi
Siamo nel periodo di Natale: Patchy il pirata, il presidente del fanclub di SpongeBob, e il suo pappagallo Potty si apprestano a celebrarlo. Patchy decide di raccontare allo spettatore del primissimo Natale di Bikini Bottom.
SpongeBob va nella cupola di Sandy per un incontro di karate, ma la trova ad addobbare la quercia con delle lucine. Credendo si tratti di un incendio, SpongeBob le getta l'acqua addosso. Sandy, irritata, chiede a SpongeBob se conosce il Natale: alla sua risposta negativa gli spiega il significato della festa e chi è Babbo Natale. SpongeBob decide di diffondere in città questa festività incitando gli abitanti a scrivere una letterina per Babbo Natale. L'unico che non si lascia coinvolgere è Squiddi, che non crede per niente a Babbo Natale e si rifiuta di scrivergli malgrado i solleciti di SpongeBob. Il gruppo attende l'arrivo di Babbo Natale per tutta la notte, ma, quando questi non arriva, perde lo spirito natalizio abbandonando SpongeBob deprimente. Squiddi, molto sgarbatamente, si gongola alla sua faccia e gli scatta pure una foto mentre piange. Tuttavia riceve un regalo da parte di SpongeBob: un clarinetto animato di legno fatto a mano. Dopo aver ricevuto il regalo e vedendo SpongeBob che toglie tristemente le decorazioni da casa sua, si pente di essersi comportato così male e, per farlo felice, si traveste da Babbo Natale e regala la sua merce a SpongeBob e a tutti gli abitanti della città, ricevendo per questo motivo le congratulazioni del vero Babbo Natale.

## Attenti alla belva!
SpongeBob e Patrick entrano nella cupola di Sandy, e scoprono che è in letargo. All'interno della cupola è infatti inverno, e tutto è bianco per la neve. SpongeBob e Patrick giocano assieme con la neve, litigando per la parte del fuorilegge, e fanno un gran baccano, disturbando perciò Sandy, diventata grassa per la scorta invernale. Sandy stava per altro sognando di essere uno sceriffo a caccia di fuorilegge nel Far West, e nel suo dormiveglia prende i due per i banditi del sogno e li insegue per massacrarli, però riescono a evitare il peggio. Tuttavia rimangono bloccati nella cupola perché la porta è ghiacciata. I due all'interno congelano per il freddo e decidono di fare qualcosa di azzardato: strappare la pelliccia della mastodontica Sandy e scaldarsi con quella. Presto però arriva la primavera, e quando Sandy si accorge che SpongeBob e Patrick le hanno rubato la pelliccia, li costringerà a stringersi intorno a lei con le pellicce.

## Mollato!
SpongeBob gioca con Gary. Patrick arriva e la lumaca sembra attratta da lui. Lì per lì SpongeBob permette loro di giocare assieme, ma il tempo passa e SpongeBob si sente trascurato. Arriva persino a procurarsi altri animali per far concorrenza, ma invano. SpongeBob, sentendosi messo da parte, piange disperatamente implorando Gary di tornare da lui. Tuttavia si scopre alla fine che Gary era attratto dai biscotti che Patrick aveva in tasca.

## A un passo dalla patente
SpongeBob fallisce nuovamente l'esame per la patente. La signora Puff, stufa e terrorizzata all'idea di un altro anno con il suo più ripetente studente, decide di ricorrere a una scappatoia e, con il pretesto del "credito-extra", promuove SpongeBob e gli consegna l'agognata patente. Tuttavia si accorge presto di aver fatto la cosa sbagliata perché pensa a che ritorsioni potrebbe avere dare la patente a SpongeBob ancora non pronto. Tornata a casa l'insegnante trova una festa in suo onore con SpongeBob e i suoi genitori, i quali regalano al figlio una barca nuova di zecca. SpongeBob sviene per l'emozione sulla torta venendo accompagnato a casa dai genitori con la raccomandazione di non toccare la barca. Intanto la Puff è decisa a porre rimedio al suo sbaglio e, quella stessa notte, ruba la barca di SpongeBob, con quest'ultimo dentro. Inizia un rocambolesco inseguimento tra studente e insegnante, che culminerà nello schianto con un'auto di polizia. SpongeBob annuncia infine alla signorina Puff che può uscire prima di prigione se accetterà di dare lezioni gratuite di guida.

## Un ammiratore sfegatato
SpongeBob e Patrick sono alla Convention dei cacciatori di meduse, dove incontrano Kevin, un cetriolo di mare leader del club dei cacciatori di meduse Jellyspotters, nonché idolo di SpongeBob. Dopo aver conosciuto SpongeBob, Kevin gli dice che lo potrebbe far ammettere nei Jellyspotter, ma per farlo la spugna dovrà superare una serie di test. SpongeBob supera i test, ma ogni volta Kevin non lo ammette nel club. Il test finale per essere ammessi ai Jellyspotters consiste nel catturare una medusa regina. SpongeBob viene legato e Kevin, allontanandosi, gli dà un richiamo per meduse che emette la parola "schiappa" quando ci si soffia dentro. Dopo tanta attesa da parte di SpongeBob, arriva una medusa regina robotica guidata da Kevin. Kevin e i Jellyspotters umiliano SpongeBob chiamandolo "schiappa", finendo per attirare il re medusa. Il re si innamora della medusa finta, ma scopre presto l'inganno e furente aggredisce SpongeBob, Kevin e i Jellyspotters, e tutti si rifugiano in una grotta. Nella grotta tutti hanno paura ad affrontare il re; SpongeBob tuttavia prende coraggio e sistema la situazione preparando una torta di bolle di sapone per il re, che se ne va entusiasta. Kevin si rifiuta ancora una volta di associare SpongeBob al club, ma i Jellyspotters nominano SpongeBob leader, mettendo Kevin da parte. Alla fine SpongeBob rifiuta, perché lui adora molto di più le meduse di Kevin, e se ne va con Patrick che ha catturato la mascotte della fiera.

## Sostituti dei supereroi
Waterman & Supervista si apprestano ad andare in vacanza, e con le dovute raccomandazioni affidano a SpongeBob e Patrick il loro covo. Tuttavia i due scongelano un nemico dei due anziani supereroi: Man Ray. SpongeBob e Patrick decidono di insegnargli ad essere buono, attivando una cintura solleticante ogniqualvolta si comporterà da malvagio. Alla fine, dopo un fallito colpo in banca, Man Ray temporaneamente si redime.

## Battute infelici
Alla serata cabaret del Krusty Krab, SpongeBob ha uno scarso successo a intrattenere i clienti, almeno finché non se ne esce con delle battute sulla presunta stupidità degli scoiattoli. Sandy però si imbarazza a queste battute, e prova a parlarne con SpongeBob, ma nulla da fare. La spugna avrà il suo karma quando Sandy si finge stupida e lo gonfia con un tubo per bagnare il giardino. La seconda sera poi chiarisce la situazione. SpongeBob poi si redime.

## Sfida di terra e di mare
Tra Sandy e i suoi amici marini scoppia una competizione per stabilire se siano meglio le creature marine o terrestri, e la cosa degenera al punto che Sandy rischierà di soffocare senza casco e SpongeBob e gli altri di venire divorati in superficie da uno stormo di gabbiani. Sandy li salverà, e poi tutti si scuseranno.

## Il caso dell'ostrica gigante
Allo zoo di Bikini Bottom, SpongeBob e Patrick vogliono vedere un'ostrica gigante di nome Clamu esibirsi. Clamu, però, sta dormendo e SpongeBob la sveglia tirandole una nocciolina. L'ostrica, dopo essersi svegliata, si mette a gridare talmente tanto forte che si sente in tutto il mondo. Mentre Patrick, che non ha visto la scena, indaga per cercare di scoprire il colpevole, SpongeBob torna a casa e accende la TV, dove viene annunciato che Clamu sta gridando fortissimo e che l'unico indizio trovato è una nocciolina. Sentendo ciò, SpongeBob pensa di essere stato lui a far gridare l'ostrica, e per questo si sente in colpa. Patrick viene inoltre arrestato, perché i poliziotti vedono in lui il colpevole. Mentre i pesci tirano le noccioline addosso a Patrick, SpongeBob decide di costituirsi, ma proprio in questo momento si scopre che il vero colpevole è Mr. Krab, siccome ha rubato la perla dell'ostrica. Patrick viene liberato, e i pesci lanciano le noccioline addosso a Krab.

## Schiavi
SpongeBob fa colazione, quando all'improvviso un'ancora piomba sul tetto di casa sua. Risalendo la catena, lui, Squiddi e Patrick scoprono che è l'Olandese Volante con la sua nave. Il pirata, a seguito di un commento offensivo sulla sua barca da parte di Squiddi, schiavizza SpongeBob e Patrick, e butta Squiddi in una terrificante dimensione parallela. Dal momento che SpongeBob e Patrick non sono idonei a lavorare con l'Olandese, quest'ultimo decide di mangiarli. I due rubano la calza da cena dello spettro, il quale concede loro tre desideri in cambio della calza. Patrick spreca il primo desiderio e SpongeBob desidera che Squiddi ritorni e che l'Olandese diventi vegetariano. Il trio però non è ancora fuori pericolo: essendo diventati dei frutti, l'Olandese li insegue affamato.

## Gary si fa un bagno
L'episodio segue le varie strategie messe in atto da SpongeBob per convincere Gary a fare il bagno, incluso assorbire l'acqua della vasca in modo che "se Gary non va nella vasca, sarà la vasca ad andare da Gary". Arrampicatosi su un albero credendo di trovarvi Gary, trova solo una cosa simile a Gary: un giradischi! Alla fine SpongeBob cade in una pozza di fango sporcandosi da cima a fondo. Il copione si rovescia ed è quindi ora SpongeBob a doversi lavare, dando a Gary molta soddisfazione.

## Benvenuto al Chum Bucket
Mr. Krab va a giocare a carte con Plankton, come ogni giovedì sera da 15 anni, e rivela di non aver mai perso. Tuttavia, stavolta Krab perde e, cosa peggiore, la posta in gioco era il contratto di lavoro di SpongeBob, il quale è ora costretto a lavorare per Plankton. Questo rattrista pesantemente sia lui che il suo capo, che si abbracciano e scoppiano a piangere prima che Plankton stacchi SpongeBob da Mr. Krab per mezzo di un piede di porco, per poi portarlo con sé. L'ambiente di lavoro del Chum Bucket è cupo e deprimente e, quella sera, SpongeBob e Mr. Krab cantano una canzone su quanto sentano la mancanza dell'altro (This Grill Is Not a Home). Plankton, anche dietro suggerimento di Karen, la sua moglie computerizzata, decide di agevolare a SpongeBob l'ambiente di lavoro, ma inutilmente. Nonostante le agiatezze ricevute, SpongeBob si comporta come un bambino viziato e si rifiuta di preparare un Krabby Patty per Plankton, che mette il suo cervello in uno SpongeBob-robot, ottenendo però lo stesso risultato di prima, avendo ora il cervello della spugna. Il diabolico batterio non ne può più e lo restituisce a Mr. Krab dopo aver rivelato di aver barato nella partita a carte: granchio e spugna sono finalmente riuniti.

## Un disegno mostruoso
Dopo aver trovato una matita "magica", SpongeBob e Patrick decidono di disegnare l'autoritratto di Spongebob, che prende il nome di "Scarabocchio".
Tuttavia il disegno si rivela essere malvagio; dopo aver ripreso la matita rubata dal suo nemico disegnato, SpongeBob decide di cancellarlo definitivamente con la gomma, ponendo fine alla sua esistenza. Quella stessa notte il braccio di Scarabocchio rimasto, recupera la matita, riuscendo così a ridisegnarsi interamente. Dopo una battaglia che vede trionfare proprio il vero SpongeBob, la matita ritorna al rispettivo proprietario, ma si spezza la punta.

## La scatola segreta
Patrick ha una scatola segreta di cui non vuole che nessuno (nemmeno SpongeBob) scopra il contenuto. SpongeBob, stuzzicato dalla curiosità, vuole scoprirne il contenuto, facendo anche leva sulla loro forte amicizia, ma niente da fare. Una notte, non resistendo più, prova a rubare la scatola, ma Patrick se ne accorge e, alla fine, gli mostra il contenuto: una corda. SpongeBob se ne va, ma il vero segreto lo si scopre tirando la corda: in uno scompartimento segreto della scatola, infatti, si vede una foto compromettente di SpongeBob risalente all'ultima festa di Natale.

## La banda
Squilliam Elegant III informa il suo rivale Squiddi che la sua banda musicale dovrà esibirsi al Bubble Bowl tra 5 giorni, ma non può perché sovraccarica di impegni. Squiddi, invidioso del successo di Squilliam, risponde di avere anch'egli una banda. Squiddi organizza perciò una banda, ma gli aspiranti musicisti non si dimostrano pronti dopo 4 giorni di pratica finendo per litigare. Squiddi decide di arrendersi e spiegare a Squilliam di aver mentito. SpongeBob invece non si arrende e decide di provare a far esibire la banda. Nel Bubble Bowl, il gruppo canta la canzone Sweet Victory di David Glen Eisley facendo applaudire gli spettatori umani. Squiddi esalta di gioia tra la folla, mentre Squilliam subisce uno shock e viene portato in ospedale.

## Il turno del terrore
Su decisione di Mr. Krab, SpongeBob e Squiddi sono obbligati a lavorare anche di notte. Per spaventare SpongeBob, Squiddi gli racconta che tempo addietro al Krusty Krab lavorava come cuoco il "Trituratore di carne solitario", che si tranciò la mano con un coltello e mise al suo posto una vecchia spatola, per poi morire investito da un autobus; tutti i martedì notte il fantasma fa ritorno al locale, non prima della comparsa di tre segnali: la luce si spegne e si riaccende, il telefono squilla a vuoto e la creatura si materializza su un autobus fantasma, per poi avvicinarsi al locale e quindi al registratore di cassa. Quando i tre segnali si verificano, SpongeBob e Squiddi sono spaventati a morte, ma scoprono che il presunto mostro è solo un aspirante cuoco e che aveva telefonato poco prima, ma era troppo nervoso e ha riagganciato. Squiddi si chiede quindi chi fosse a spegnere la luce e si scopre essere Nosferatu.

## Il granchio innamorato
Mentre conta l'incasso della giornata, Mr. Krab butta l'occhio sulla signora Puff, ed è amore a prima vista, chiedendo a SpongeBob di aiutarlo a impressionarla, ma non a primo portafoglio: durante una cena romantica con lei, il granchio spende un capitale e, combattuto tra il suo nuovo amore e la sua proverbiale tirchieria, coinvolge il suo dipendente nel loro appuntamento romantico e continua a chiedergli di comprare oggetti per lei, per poi sgridarlo di prosciugare il suo patrimonio. SpongeBob, arrivato al limite, s'infuria e se ne va borbottando parole incomprensibili, e alla fine la Puff rivelerà di sentirsi a disagio per tutti i regali e "pareggia il conto" col granchio poco prima di baciarlo in fronte.

## Mai prendere tempo
La signora Puff affida a SpongeBob, ed alla sua classe di scuola guida, il compito di scrivere un tema di 800 parole (entro il giorno seguente) su cosa non fare davanti ad un semaforo. SpongeBob una volta tornato a casa si distrae, non riesce a farlo e cerca in tutti i modi di occuparsi di qualcos'altro per non scrivere il tema: ad esempio dà da mangiare a Gary, pulisce la casa, telefona a Patrick e parla col postino. Alla fine però SpongeBob si accorge di essersi addormentato e di aver sognato tutto ed, essendo a 5 minuti dalla consegna, trascrive tutto quello che ha fatto nel sogno. Una volta arrivato alla scuola guida, invece di consegnare il compito, però, la signora Puff gli dice che in realtà oggi per un imprevisto la lezione è saltata e che invece del tema porterà la classe davanti ad un vero semaforo, rendendo gli "sforzi" di SpongeBob inutili.

## Tontolone per finta
Patrick riordina casa sua per la visita dei suoi genitori, che a detta sua l'hanno sempre considerato un buono a nulla. A questo punto SpongeBob decide di aiutare Patrick a ben figurare davanti ai suoi genitori apparendo lui un tontolone. Solo che la famiglia finisce per crederci veramente e SpongeBob, non potendone più, scappa via. Alla fine i veri genitori di Patrick bussano alla sua roccia, e quegli altri si ricordano di non avere figli.

## Una brutta parola
Mentre sta per buttare la spazzatura del Krusty Krab, SpongeBob vede che sul cassonetto dell'immondizia vi è scritta una parolaccia, che viene ovviamente censurata, e pensa che sia una buona parola da dire. Il giorno dopo SpongeBob e Patrick dicono la parolaccia a tutti i clienti del Krusty Krab, creando però troppi pasticci. Più tardi, Mr. Krab scopre tutto: arrabbiato, spiega loro che hanno detto una brutta parola e si fa promettere che non la diranno più, altrimenti sarebbero stati guai seri. I due amici decidono di ubbidire a Krab, ma, durante un gioco, SpongeBob si stufa di perdere ogni volta e pronuncia la parolaccia, cosa che fa poi anche Patrick. I due vanno da Mr. Krab a fare la spia a vicenda. Tuttavia il granchio capisce che hanno disubbidito e si appresta a punirli facendo riverniciare loro il Krusty Krab. In quel frangente inciampa su un sasso e finisce per dire molte parolacce. SpongeBob e Patrick corrono da sua madre a riferire la notizia, ma questa, arrabbiata per le parolacce, obbliga tutti e tre a ridipingere la sua casa. In seguito, la mamma di Krab inciampa su un sasso e sembra che abbia detto una parolaccia anche lei, ma in realtà il suono è il macinino del vecchio Jenkins. I tre scoppiano a ridere.

## Artista sconosciuto
Squiddi apre la sua scuola d'arte, ma a nessuno interessa. La sua disperazione per la cosa se ne va rapidamente quando scopre che il suo unico allievo è SpongeBob e che a differenza sua ha un talento naturale; geloso per la sua arte, Squiddi fa una critica alla spugna, che se ne va triste. Quando poi arriva un ricchissimo collezionista d'arte e trova stupenda la statua scolpita da SpongeBob, Squiddi si prende il merito; in seguito la statua si rompe e Squiddi è costretto a ritrovare SpongeBob e incoraggiarlo a scolpirne un'altra, sperando che possa riavere indietro la sua fiducia. Tuttavia, SpongeBob non riesce a scolpire un'altra statua, facendo andare fuori di testa il polpo, che spaccando tutto crea senza accorgersene una statua meravigliosa. Quando arriva il collezionista, Squiddi dice che la causa di quello che ha fatto è l'uomo delle pulizie, che riceverà dei pregi da lui.

## Cacciatori di meduse
SpongeBob cattura una medusa e raccoglie il suo nettare. Durante una pausa pranzo al Krusty Krab, spalma la gelatina sul suo Krabby Patty, e quando Mr. Krab si accorge del successo riscosso coi clienti dal nuovo menù, chiede in continuazione a SpongeBob di catturare altre meduse. Una notte, SpongeBob viene catturato da una medusa blu, la quale lo conduce in una fabbrica segreta dove le meduse vengono praticamente torturate per il loro nettare, a capo della quale c'è Mr. Krab, sempre per sete di profitto. SpongeBob è indignato al vedere le atrocità del capo, ma l'avido granchio riceverà il proprio karma: le meduse, liberate dal suo stesso comando vocale, lo assaliranno e lo riempiranno di punture. SpongeBob stringe quindi la mano alla medusa blu, ma essa gliela punge.

## I giochi gastronomici
A Bikini Bottom si svolgono i "giochi gastronomici" (parodia dei Giochi olimpici) e gareggeranno il Krusty Krab contro il Chum Bucket, rappresentati rispettivamente da SpongeBob e da Patrick. I due amici, dopo aver litigato per la supremazia, nonostante la loro grande amicizia, sono costretti a competere. Dopo una serie di sfide, il loro punteggio è pari e, per decretare il vincitore, si devono sfidare al "wrestling sul panino". Durante la sfida, a entrambi cadono i pantaloni: SpongeBob nota le mutande gialle di Patrick, e quest'ultimo quelle rosa della spugna. I due amici, commossi, decidono di fare la pace e di andarsene, con grande disappunto di Mr. Krab, di Plankton e del pubblico.

## Sciopero!
Squiddi è stanco dell'avarizia di Mr. Krab e decide di scioperare. SpongeBob si unisce allo sciopero e si ritrova licenziato con Squiddi. Durante la protesta, Squiddi afferma che potrebbe essere ad oltranza, SpongeBob lo prende in parola e smantella il Krusty Krab, proprio quando Squiddi chiarisce la questione con Krab. A vedere il suo locale distrutto, il granchio obbliga i due a lavorare per l'eternità per risarcirlo. Lo scopo dello sciopero (secondo la spugna) era, infatti, essere riassunti al locale.

## Alle prese con il verme!
Un gigantesco verme passa per Bikini Bottom divorando tutto. Sandy è disposta a tutto per stanarlo, ma si scontra con il protezionismo di SpongeBob, che teme per la sua sicurezza. Sandy alla fine annoda quello che sembra essere il verme, ma in realtà era solo la sua lingua. I due si ritrovano inseguiti dal bestione, finché non lo fanno precipitare in un burrone, dove i cittadini di Bikini Bottom, dietro suggerimento di Patrick, avevano trasferito la città per essere più sicuri.